# مركب نيكل عضوي

مضاعف أليل النيكل، أحد الأمثلة على مركبات النيكل العضوية

مركبات النيكل العضوية هي صنف من المركبات العضوية الفلزية الحاوية على رابطة كيميائية بين عنصري النيكل والكربون Ni-C؛ ويدعى الفرع من الكيمياء المهتم بدراسة تلك المركبات باسم كيمياء النيكل العضوية.
من الأمثلة الشهيرة على تلك المركبات معقد رباعي كربونيل النيكلNi(CO)4؛ والمستخدم في عملية موند في إنتاج النيكل. تعد مركبات النيكل العضوية من المركبات المهمة، وتستخدم ضمن الخفازات في الصناعات الكيميائية لعدد من التفاعلات الكيميائية منها إضافة الكربونيل وإضافة السيانيد الهيدروجينية [الإنجليزية] Hydrocyanation، وكذلك في إنتاج الأوليفينات الخطية.